# Jicchak Mordechaj
Jicchak „Icik“ Mordechaj (hebrejsky: יצחק מרדכי) narozený 24. listopadu 1944 byl izraelský generál a později ministr obrany a dopravy. Z politického života odešel v roce 2000 poté, co byl obviněn z nevhodného sexuálního chování během vojenské služby.

## Biografie
Mordechaj se narodil v Iráku, do Izraele emigroval s rodinou v roce 1949. Od roku 1962 sloužil jako poddůstojník ženijního sboru, později je mu nabídnuto místo ve výsadkářské brigádě. Během Jomkipurské války v roce 1973 velel praporu v jedné z nejtěžších bitev na Sinaji, za což získal medaili Za odvahu.
V roce 1984 se stal známou osobností v souvislosti s aférou Autobus 300, při níž došlo k zabití dvou palestinských únosců izraelského autobusu a následnému ubití dvou dalších zajatých palestinských únosců. Mordechajovi, v té době veliteli paradesantních a dělostřeleckých sil bylo prokázáno, že oba únosce bil. Později, při vyšetřování se Šin Bet pokusila křivými výpověďmi svých agentů svalit vinu za smrt dvou zadržených na Mordechaje. Mordechajovi přátelé ale sehnali svědky, kteří dosvědčili, že zajatí únosci byli biti a následně ještě živí odvezeni pryč agenty Šin Bet.. Mordechaj byl očistěn. V roce 1986 byl povýšen do hodnosti generálmajora a stal známým jako "Generál tří distriktů" poté, co sloužil postupně jako velitel všech tří distriktů; Severního, Centrálního a Jižního. Při vypuknutí První Intifády v roce 1988 velel Jižnímu distriktu, Severnímu velel v roce 1993.
Do výslužby odešel Mordechaj v roce 1995 po 33 letech služby poté, co ho nový náčelník generálního štábu Amnon Lipkin-Šachak odmítl jmenovat svým zástupcem. Je rozvedený a má jedno dítě.

### Politika
V roce 1996 Mordechaj vstoupil do Likudu a pomohl Benjaminu Netanjahuovi vyhrát volby a stát se premiérem. V Netanjahuově vládě Mordechaj do roku 1999 zastával post ministra obrany (čímž se stal Lipkin-Šahakovým nadřízeným).
V roce 1999 se Mordechaj a Netanjahu dostali do sporu týkajícího se způsobu jednání s Palestinci. Netanjahu Mordechaje z funkce ministra obrany odstranil údajně krátce před tím, než by Mordechaj podal demisi. Krátce po odchodu z Netanjahuovy vlády založil, společně s několika dalšími prominentními politiku stranu Mifleget ha-Merkaz (Strana Středu). Po volbách v roce 1999 se Mordechajova strana spojila s Barakovou Stranou práce a v jeho vládě dostal Mordechaj post ministra dopravy.

### Odchod z politiky
Ministerské funkce se Mordechaj vzdal v roce 2000 poté, co byl obviněn z nevhodného sexuálního chování z dob své vojenské kariéry. Kromě ministerstva dopravy opustil i své křeslo v Knesetu. Aféra stála nejen za jeho koncem politické kariéry, ale údajně i za rozpadem jeho manželství. Strana středu, kterou založil se formálně rozpustila v roce 2001.
V červnu 2006 Mordechaj v rozhovoru pro izraelskou televizi popřel veškerá obvinění z nevhodného sexuálního chování a řekl, že telavivský soud udělal "velmi velkou chybu" a že se stal obětí politického spiknutí.

### Dosažené vzdělání
Mordechaj vystudoval historii na Telavivské univerzitě, kde získal titul bakaláře a politické vědy na Haifské univerzitě, kde získal titul magistr.